# Wachau (Sasko)
Wachau (hornolužickosrbsky Wachow) je obec v německé spolkové zemi Sasko. Nachází se v zemském okrese Budyšín a má přibližně 4 300 obyvatel.

## Geografie
Nejbližší velké město jsou Drážďany, jejichž centrum leží zhruba 25 kilometrů na jihozápad.

## Historie
První historická zmínka o obci je z roku 1218, kdy je zmiňován Godeboldus de Wachowe.

## Správní členění
Wachau se dělí na 5 místních částí.
- Feldschlößchen
- Leppersdorf
- Lomnitz
- Seifersdorf
- Wachau

## Galerie

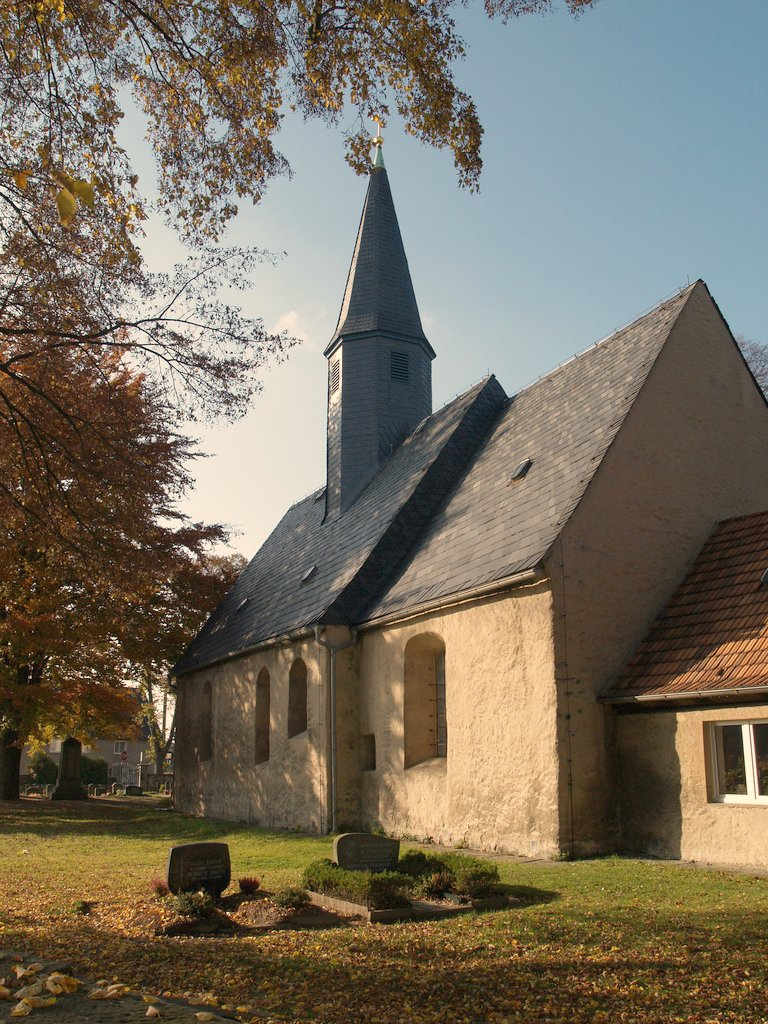
Kostelík v části Leppersdorf